# You're Wanted on the Phone, Sir
You're Wanted on the Phone, Sir è un cortometraggio muto del 1914 diretto da W.P. Kellino.

## Trama
Una moglie diventa sospettosa quando il marito si rifiuta di rispondere al telefono.

## Produzione
Il film fu prodotto dalla EcKo.

## Distribuzione
Distribuito dall'Universal Pictures, il film - un cortometraggio di 149 metri - uscì nelle sale cinematografiche britanniche nel luglio 1914.